# Araminta 2
Araminta 2 (titre original : Araminta Station, dont il ne représente que la deuxième moitié), est un roman de science-fiction écrit en par l'auteur américain Jack Vance et paru en France en 1987. Ce roman est le second volume du Cycle des Chroniques de Cadwal et fait suite au premier volume, La Station d'Araminta.

## Argument
Glawen Clattuc habite sur Cadwal, une planète qui selon les règlements anciens établis par la très ancienne Charte, est en réalité une réserve écologique où l'action humaine est très restreinte. Glawen poursuit sa formation et commence à avoir des responsabilités de plus en plus importantes, à ses risques et périls.

## Résumé
L'enquête sur l'assassinat de Sessily Veder piétine, malgré les forts soupçons qui pèsent sur Arles Clattuc.
Quelques années ont passé, et Glawen Clattuc a commencé à oublier Sessily et à tomber amoureux de Wayness Tamm la fille du Conservateur.
En attendant que sa situation avance de ce côté-ci, on a confié à Glawen une mission : intégrer les Hardis Lions, cette petite société formée des sujets les plus indisciplinés de Cadwal. Arles fait partie du groupe, et Glawen est chargé de le surveiller.
Mais le principal objectif de sa mission est de se servir des Hardis Lions comme couverture pour une mission d'espionnage dans l'atoll Lutwen.
Sur place, Glawen découvre toute une industrie militaire qui agit dans le plus grand secrets pour fabriquer des appareils de combat et des armes. Cependant, il est découvert et est contraint de hâter le retour de l'expédition. Si lui parvient à s'en sortir, son collègue Kirdy Wook est capturé sous un faux motif.
Glawen contacte immédiatement ses supérieurs qui envoient un avion de patrouille récupérer Kirdy et détruire le fruit illégal du travail des Yips. Kirdy lui est gravement atteint, et pas tant au physique qu'au moral. Sa personnalité est brisée et il fait montre d'une grande instabilité de comportement.
Pendant ce temps, Glawen découvre que pour de l'argent, l'Oomphaw (le chef des Yips) organise des expéditions coûteuses, perverses et mortelles pour ses participantes sur une île isolée. Les membres de l'expédition en cours sont arrêtés et jugés, mais les meneurs restent inconnus. Quelqu'un sur Cadwal a comploté avec l'Oomphaw pour organiser ces sanglantes expéditions.
Glawen et Kirdy sont chargés de mener l'enquête sur les planètes d'origines d'où sont venues ces personnes. Glawen reçoit le commandement de l'expédition, mais Kirdy a conservé une haine implacable pour Glawen, et fait montre du strict minimum de coopération. 
Alors que Glawen retient tant bien que mal son collègue de faire des bêtises et de mettre des obstacles sur son chemin, ceux qui ont organisé cette expédition ont intérêt à le faire disparaître. Il n'est pas au bout de ses soucis, et comble de la malchance son IS reste désespérément trop élevé. S'engage alors une course contre la montre qui va le ramener sur la terrible affaire du meurtre de Sessily Veder.

## Les Chroniques de Cadwal
- La Station d'Araminta
- Araminta 2
- Bonne Vieille Terre
- Throy